# 朱當滰
東阿康惠王朱當滰（1495年—1564年），明朝魯藩第三代東阿王，東阿榮靖王朱陽鏢的庶長子。

## 生平
弘治十二年（1499年）十二月，獲賜名當滰。正德三年（1508年），東阿王朱陽鏢為其請封長子。禮部認為，根據祖訓，親王與正妃年過五十而無嫡子，始立庶長子為王世子，並無郡王生前請封庶子為長子之例。但明武宗特別允許封朱當滰為長子。正德五年（1510年），禮部以庶子封長子屬違例為由奏請改正，朱當滰遂被改授鎮國將軍。
正德六年（1511年）四月，東阿榮靖王朱陽鏢去世。正德九年（1514年）五月，朱當滰襲封東阿王。
嘉靖四十三年（1564年），朱當滰去世，享年七十歲，諡號康惠。因其無子，東阿王的封爵被廢除，由奉國將軍朱健梗管理府事。